# Kąpino
Kąpino (dodatkowa nazwa w j. kaszub. Kãpino) – osada kaszubska w Polsce położona w województwie pomorskim, w powiecie wejherowskim, w gminie Wejherowo. 
Osadę zamieszkuje ponad 1000 osób. W latach 1956–1959 w granicach Redy.
Leży na obszarze objętym strefą ochrony krajobrazu w enklawie Lasów Państwowych. Otoczona Puszczą Darżlubską jest dobrze skomunikowana z Wejherowem (2 km) oraz Trójmiastem. Przeciętna wysokość to ok. 100 m n.p.m., co daje około 70 m przewyższenia w stosunku do pobliskiego Wejherowa. Połączenie z Wejherowem umożliwia linia autobusowa nr 12 (Gowino Brzozowa – Kąpino Parkowa) organizowana przez MZK Wejherowo.
Miejscowość jest siedzibą parafii rzymskokatolickiej, należącej do dekanatu Wejherowo w archidiecezji gdańskiej. 

## Historia
Podczas zaboru pruskiego wieś nosiła nazwę niemiecką Kompino. W 1876 roku wieś otrzymała nową nazwę Waldenburg.
Dawniej samodzielna gmina jednostkowa, po I wojnie światowej w woj. pomorskim, początkowo w powiecie wejherowskim, od 1928 roku w powiecie morskim. Od 1934 w nowo utworzonej zbiorowej gminie gmina Wejherowo, gdzie Kąpino utworzyło gromadę.
Po wojnie ponownie w Polsce, w woj. gdańskim. W 1951 r. powiat morski przemianowano z powrotem na wejherowski. W związku z reformą administracyjną Polski jesienią 1954 r. Kąpino weszło w skład nowo utworzonej gromady Reda (bez niektórych parcel z obrębu katastralnego Kąpino) w tymże powiecie i województwie. Gromadę Reda zniesiono 1 stycznia 1956 w związku z nadaniem jej statusu osiedla, przez co Kąpino stało się integralną częścią Redy, aż do 1 stycznia 1960 r. kiedy włączono je do gromady Gościcino.
31 lipca 1968 Kąpino wyłączono z gromady Gościcino, włączając je do  gromady Wejherowo w tymże powiecie, gdzie przetrwało do końca 1972, czyli do kolejnej reformy administracyjnej. Od 1 stycznia 1973 w reaktywowanej gminie Wejherowo. W latach 1975–1998 miejscowość administracyjnie należała do województwa gdańskiego.

## Demografia
Ludność miejscowości w latach:
- 1905 - 84 mieszkańców[6]
- 1910 - 102 mieszkańców[6]
- 2000 - 254 mieszkańców
- 2001 - 272 mieszkańców
- 2002 - 317 mieszkańców
- 2003 - 369 mieszkańców
- 2004 - 444 mieszkańców
- 2005 - 514 mieszkańców
- 2006 - 597 mieszkańców
- 2007 - 679 mieszkańców
- 2008 - 731 mieszkańców
- 2009 - 758 mieszkańców
- 2010 - 793 mieszkańców
- 2012 - 876 mieszkańców
- 2014 - 965 mieszkańców
- 2016 - 1047 mieszkańców
- 2017 - 1085 mieszkańców
- 2022 - 1256 mieszkańców[18]
- 2023 - 1280 mieszkańców[1]